# Route nationale 324
Pour les articles homonymes, voir Route 324.

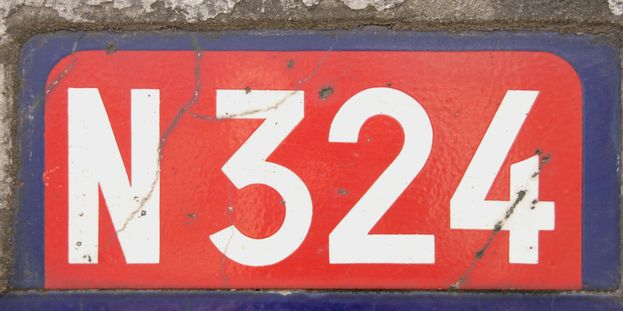
Cartouche de la N 324

La route nationale 324, ou RN 324, est une route nationale française reliant Vauciennes à Senlis.
Avant la réforme de 1972, elle continuait après Senlis en direction de Chantilly et, après un tronc commun avec la RN 309, Chambly. Ces deux sections ont été déclassées en RD 924, le tronçon Chantilly - Gouvieux, commun avec l'ancienne RN 309 ayant, quant à lui, été déclassé en RD 909. Le décret du 5 décembre 2005 prévoit le transfert au département de l'Oise de la totalité de cet itinéraire. La RN 324 est devenue RD 1324 en 2006.

## Tracé actuel de Vauciennes à Senlis (D 1324)
Les principales communes desservies sont :
- Vauciennes (km 0)
- Vaumoise (km 1)
- Crépy-en-Valois (km 8)
- Duvy (km 10)
- Beaurain, commune de Trumilly (km 14)
- Barbery (km 24)
- Senlis (km 31)

## Ancien tracé de Senlis à Chambly (D 924 & D 909)
Les principales communes desservies étaient :
- Senlis D 924
- Courteuil
- Vineuil-Saint-Firmin D 924
- Chantilly D 909
- Gouvieux D 924
- Boran-sur-Oise
- Bruyères-sur-Oise
- Bernes-sur-Oise
- Chambly D 924